# Sven Bergström (författare)
Sven Fredrik Waldemar Bergström, född 14 juni 1920 i Örnsköldsvik, Västernorrlands län, död 10 augusti 1976 i Storkyrkoförsamlingen, Stockholms län, var en svensk författare och översättare.

## Biografi
Bergström var son till grosshandlaren Jonas Bergström och hans hustru Kristina Näslund. Från 1934 fram till sin debut som författare med romanen Fjärran är havets rand (1944) arbetade han bland annat som springpojke, vaktmästare, lagerbiträde och försäljare. Som författare skrev han utöver romaner även noveller, resereportage och filmmanuskript.
Bergström var verksam som översättare från engelska, samt i mindre utsträckning franska. Huvudsakligen ägnade han sig åt deckare, men från slutet av 1960-talet och fram till sin död fick han alltfler översättningsuppdrag inom områden som politik, historia, psykologi och sociologi.
Åren 1949–1963 var han gift med översättaren Britte-Marie Bergström (1920–2005), dotter till teaterregissören Rudolf Wendbladh. Sven Bergström är begravd på Uppsala gamla kyrkogård.

### Översättningar (urval)
- Agatha Christie, Ett mord annonseras (A murder is announced), översatt tillsammans med Britte-Marie Bergström (Bonnier, 1951)
- Jean Anouilh, Hermelinen (L’hermine), översatt tillsammans med Britte-Marie Bergström, radiobearbetning av Claes Hoogland (Radiotjänst, 1952)
- Nicholas Blake, Härvan (A tangled web) (Norstedt, 1956)
- John Dickson Carr, Korn åt små fåglar (Fire, burn!) (Bonnier, 1959)
- Leon Uris, Exodus (Exodus: a novel of Israel) (Forum, 1960)
- Malcolm X, Malcolm X talar: ett urval anföranden och uttalanden (Rabén & Sjögren, 1969)
- Claire Russell och W. M. S. Russell, Våld, apor och människor (Violence, monkeys and man) (Rabén & Sjögren, 1970)
- Erving Goffman, Jaget och maskerna: en studie i vardagslivets dramatik (The presentation of self in everyday life) (Rabén & Sjögren, 1974)
- Ludovic Kennedy, Sänk Bismarck! (Pursuit) (Raben & Sjögren, 1975)

### Otryckta pjäsöversättningar
- George Bernard Shaw, Varför hon inte ville: en liten komedi (Why she would not) (översatt för Radioteatern, ca 1956)

## Priser och utmärkelser
- 1949 – Boklotteriets stipendiat